# استفانی گروندسو
استفانی لورا اسکورا گروندسو (زاده ۲۷ ژانویه ۲۰۰۰) یک ورزشکار تیراندازی دانمارکی است.
او در مسابقات تیراندازی قهرمانی جهان ۲۰۱۸ شرکت کرد و مدال گرفت. او مدال طلای تفنگ بادی ۱۰ متر دختران را در بازی‌های المپیک تابستانی جوانان ۲۰۱۸ کسب کرد
گروندسو از سال ۲۰۱۶ تا ۲۰۱۹ در کالج نروژی نخبگان ورزش در کونگسوینگر، نروژ تحصیل کرد.